# Замволт, Элмо Рассел
Элмо Рассел Замволт-младший (англ. Elmo Russell Zumwalt, Jr.; 29 ноября 1920[…], Сан-Франциско, Калифорния — 2 января 2000[…], Дарем, Северная Каролина) — американский морской офицер и 19-й руководитель военно-морскими операциями, адмирал, самый молодой офицер в этом чине. Находясь на этом посту он сыграл большую роль в военно-морской истории США, особенно во время Вьетнамской войны. Ветеран войны с многочисленными наградами, он изменил флотскую политику в отношении персонала, пытаясь улучшить жизнь военнослужащих и сгладить расовые трения. Уйдя в отставку после 32-летней флотской карьеры он безуспешно баллотировался в Сенат США.

## Образование и ранние годы жизни
Родился в Сан-Франциско (Калифорния). Его родители — чета деревенских врачей: Элмо Рассел Замволт и Франсес Замволт. Отец Элмо был американцем с отдаленными немецкими корнями, а мать происходила из еврейской семьи. Замволт был игл-скаутом и получил Заслуженную награду игл-скаутов от американской организации скаутов. Он окончил высшую школу Союза Тулар в городе Тулар (Калифорния), где его выбрали для произнесения прощальной речи. Также он окончил Подготовительную школу Рутефорда (Лонг-Бич).

## Поступление на флот
Планировал стать доктором, как и его родители, но в 1939 он был принят в военно-морскую академию в Аннаполисе (Мэриленд). Будучи курсантом академии, стал президентом общества Трезубца, вице-президентом общества Защитника, дважды становился победителем июньского конкурса недельных публичных речей (1940-41). Он также участвовал в дебатах между колледжами и был командиром роты (1941) и полковым коммандером (капитан 3-го ранга). Окончил академию с отличием и получил звание энсайна 19 июня 1942. Он также получил почётную степень от Техасского технического университета.

## Вторая мировая война
Вступил в ряды экипажа эскадренного миноносца «Фелпс» (DD-360). В августе 1943 «Фелпс» был откомандирован в оперативную тихоокеанскую учебную команду. В январе прибыл для службы на корабль «Робинсон». Служа на этом корабле, он был награждён Бронзовой звездой с эмблемой доблести за «геройскую службу аналитиком в центре боевой информации» в бою с японскими линкорами в ходе битвы за залив Лейте, 25 октября 1944.
После окончания войны в августе 1945, Замволт продолжил службу. Он принял 1200-тонную японскую канонерскую лодку «Атака», которая сдалась союзникам в Шанхае и была потом передана Китаю. Это было первое перешедшее под контроль американцев судно в момент окончания второй мировой войны. На борту он восстановил порядок и разоружил японцев. В это же время Замволт встретил свою невесту Музу Кутелэ дю Рош из франко-русской семьи, живущей в Шанхае. Они поженились и вместе вернулись в США.

## Командные назначения
Позднее Замволт служил в качестве старшего офицера на эскадренном миноносце «Сауфли» а в марте 1946 был переведён на эскадренный миноносец «Зелларс», как старший офицер и штурман. В январе 1948 его отправили в корпус подготовки офицеров резерва при университете Северной Каролины, где он оставался до июня 1950. В этом месяце он принял командование кораблём «Тиллс», эсминцем сопровождения, пребывавшем в статусе резерва. Корабль был введён в строй на военных доках Чарльстона 21 ноября 1950. Замволт командовал кораблём до марта 1951, пока не вступил в команду линкора «Висконсин» в качестве штурмана. Он служил в команде «Висконсина» в ходе его операций в Корее.
В июне 1952 он был откомандирован с «Висконсина» и в июле 1953 окончил Военно-морской колледж в Ньюпорте (Род-Айленд). В июне 1953 он был назначен главой берегового и морского базового отделения бюро военно-морского персонала департамента ВМФ в Вашингтоне. Он также служил вербовочным офицером и офицером по делам законодательства программы медицинской помощи престарелым. Завершив эту службу, он принял командование над миноносцем «Арнольд Дж. Исбелл», приняв участие в двух развёртываниях в составе Седьмого флота США. В этой должности он получил похвальный отзыв от командира крейсеров и миноносцев Тихоокеанского флота за победу своего корабля в конкурсе боевой эффективности и за получение наград превосходства в технике, артиллерии, противолодочном оборудовании и в оперативных действиях. В июле 1957 он вернулся в бюро военно-морского персонала для дальнейшего несения службы. В декабре 1957 он был переведён в контору помощников министра ВМФ (персонал и войска запаса) и прослужил специальным помощником по делам персонала ВМФ до ноября 1958. До августа 1959 он служил специальным ассистентом и военно-морским помощником.
В 1959 принял командование над ракетным фрегатом «Деви» (DLG-14), построенным на верфи Бат. Под его командой «Деви» заслужил награду превосходства в технике, снабжении, вооружении и занял второе место в конкурсе боевой эффективности. В июне 1961 он оставил командование и поступил в Национальный военный колледж (г. Вашингтон), где провёл учебный год 1961-62. В июне 1962 он получил назначение в офис помощника министра обороны (по делам международной безопасности) в Вашингтоне, где сначала он служил как палубный офицер по делам Франции, Испании и Португалии, затем как директор контроля вооружений и планирования непредвиденных случайностей по делам Кубы. С декабря 1963 по 21 июня 1965 он служил исполнительным помощником и старшим адъютантом достопочтенного Пола Х. Нитца, министра флота. За несение службы в офисах министра обороны и министра флота он получил награду «Легион почёта».

## Флаг-назначения

### Вьетнам
После получения звания контр-адмирала принял командование над седьмой флотилией крейсеров и эсминцев. В сентябре 1968 он принял командование над военно-морскими силами во Вьетнаме и стал главой группы военных советников, командой американских военных помощников во Вьетнаме и в октябре 1968 получил звание вице-адмирала. В этой должности он стал военно-морским советником генерала Крейтона Абрамса, командира всех сил США во Вьетнаме. Всегда очень хорошо отзывался об Абрамсе и говорил, что тот – самый заботливый офицер из всех кого Замволт знал.
Замволт не командовал соединением глубоководного флота (например, как Седьмой флот), он командовал флотилией быстроходных катеров, которые патрулировали берега, бухты и реки Вьетнама. Среди командиров катеров был и его сын — Элмо Рассел Замволт-третий и будущий сенатор Джон Керри. Замволт всегда заботился об охране людей, служивших под его командой от сил Вьетконга, которые скрывались в джунглях и устраивали засады на американцев и солдат южновьетнамской армии.
Для устранения лиственного покрова, который столь эффективно использовал Вьетконг, применялось распыление нового гербицида «Э́йджент о́риндж». О последствиях воздействия гербицида на людей было ещё неизвестно. Производители Доу и Монсанто стремились уверить пользователей в его безопасности. Адмирал Замволт пытался защитить своего сына и многих его товарищей от «ясной и настоящей угрозы» (в лице Вьетконга), но при этом он неумышленно подверг их воздействию химикатов, сейчас известных как возбудители рака. Адмирал Замволт исходил из имеющейся информации. Он доверял информационным источникам, оказавшимся ненадёжными.
Сын Замволта умер в 1988, на 42 году жизни. Внук Замволта родился 1977, с врождёнными пороками. Сын адмирала заявил в 1986: «Я адвокат, и не думаю, что смог бы доказать в суде, даже ввиду всех современных научных доказательств, что „Э́йджент о́риндж“ стал причиной всех тех проблем со здоровьем — нервных расстройств, проблем с кожей и рака — о которых упоминали ветераны, и тяжёлых врождённых пороков у их детей. Но я убеждён, что это так».

### Руководитель военно-морскими операциями
14 апреля 1970 президент Ричард. М.Никсон выдвинул кандидатуру адмирала Замволта на должность руководителя военно-морскими операциями. 15 мая 1970 он оставил пост командующего военно-морскими силами США во Вьетнаме, получив в награду Золотую звезду за особенно похвальную службу вместо второй флотской медали «За отличную службу».
1 июля 1970 он вступил в должность руководителя военно-морскими операциями и был повышен в звании до полного адмирала. Замволт немедля предпринял серийные меры по пресечению случаев проявления дискриминации по расовому и половому признаку. Они были широко распространены по флоту и были известны морякам, как «Z-grams». Меры включали приказы, разрешающие ношение бород, усов и длинных волос. В казармах разрешили устанавливать автоматы по разливу пива. Не все перемены были хорошо приняты старшим морским персоналом. Меры по сокращению женской и расовой дискриминации были непреклонно оспорены теми, кто извлекал из дискриминации выгоду.
Замволт положил начало новому плану High-Low по приобретению большого количества кораблей эры Второй мировой войны. С помощью плана High-Low, учреждённого вопреки сопротивлению адмирала Хаймана Риковера и других военачальников, удалось найти баланс между закупками дорогих атомных кораблей и дешёвых кораблей типа морского контроля, которые могли быть приобретаемы в больших количествах. Риковер же, будучи отцом атомного военно-морского флота предпочитал покупку немногих более важных кораблей, нежели покупку многих ординарных. Замволт предложил четыре вида кораблей, годных для осуществления плана: ракетные катера класса «Пегас» и ракетные фрегаты-разведчики класса «Оливер Хазард Перри» (FFG 7). Со времен второй мировой «Перри» оставались самыми популярными кораблями до прихода эсминцев «Арли Бёрк» (DDG 51).
Замволт ушёл в отставку 1 июля 1974.

## Поздние годы
В 1976 он безуспешно баллотировался в Сенат США, как демократический кандидат от штата Виргиния. Позже он занял пост президента Американской медицинской строительной организации в Милвейке (Висконсин).
16 мая 1996 адмирал Джереми Бурда, руководитель военно-морскими операциями, бывший подчинённый Замволта во Вьетнаме покончил с собой, находясь на службе. Причиной самоубийства послужило статья отставного армейского полковника Дэвида Хакворта в журнале «Ньюсуик». Он задался вопросом, имел ли право Бурда носить золотую литеру «V» (знак доблести в бою) в придачу к своим медалям Navy and Marine Corps Commendation Medal и Marine Corps Achievement Medal., которые он заслужил за Вьетнам. Замволт публично заявил, что Бурда заслужил это право и имел на это разрешение, но это было доказано слишком поздно для него.

## Семья и домашняя жизнь
В свои поздние годы Замволт поселился в округе Арлингтон (штат Виргиния). Он и его жена, урождённая Муза Кутелэ дю Рош из Харбина (Маньчжурия) прижили четырёх детей, Элмо Р. Замволт-третий, умерший от рака в 1988, возможно из-за отравления «Э́йджент о́ринджем» Джеймс Грегори Замволт и две дочери Анна Ф. Замволт Коппола и Музетта С. Замволт-Уотерс.
В ранние 80-е, во время болезни сына, очень активно лоббировал Конгресс по вопросу учреждения национального регистра доноров костного мозга. (Такие доноры помогают больным, не имеющим подходящих доноров в собственных семьях. В конечном счете, у Замволта даже не было личной заинтересованности, поскольку его сын мог получить трансплантат от своей собственной сестры, но у множества больных не было родственников, кто был годен или вообще желал помочь на этой героической стезе.) Его усилия стали важной причиной основания Национальной программы доноров костного мозга (NMDP) в июле 1986. Адмирал стал первым председателем совета директоров данной программы.
Замволт говорил, что чувствовал причину рака сына в отравлении «Эйджент оринджем». Он также упоминал что его внук Рассел страдал от некоторой умственной неполноценности ввиду той же причины. Однако Замволт заявил, что не сожалеет об отдаче приказа по распылению «Эйджент оринджа», так как благодаря этому потери личного состава сократились, ввиду затруднений с маскировкой и поиском пищи у противника.
Вместе с Джоном Пекканеном выпустил книгу «Мой отец, мой сын», опубликованную МакМиланом в сентябре 1986, где он обсуждают семейную трагедию борьбы его сына с раком.
Сын Замволта в свою очередь заявил, что не держит зла на отца и не порицает его. После прохождения курсов лечения во многих больницах Элмо-третий поступил в центр исследования рака Фреда Хатчинсона в Сиэтле, где ему пересадили трансплантат от его сестры Музетты, чьи ткани годились для пересадки. В конце книги «Мой отец, мой сын» выражается надежда на лучшее, но на деле он умер в 1988 году.
В том же году по мотивам книги сняли одноимённый фильм с Карлом Малденом в роли Замволта-старшего и Кейтом Каррадином в роли его сына.

## Кончина
Адмирал Замволт скончался 2 января 2000 в медицинском центре университета Дюк в Дареме (Северная Каролина). Причиной его смерти стала мезотелиома, редкий вид рака лёгких, возникший вследствие работы c асбестом во время службы на флоте.

## Память
- Согласно традициям флота, первый корабль программы ракетных эсминцев DD(X) флота США назван именем Замволта, а вся серия из трёх кораблей — эсминцами Замволт-класса.
- Картина Замволта помещена в музее жертв войны в Хошимине, рядом с картинами Джона Керри, Роберта Макнамары, Уоррена Кристофера и других американских военных и политических деятелей, в память о его визите после нормализации американо-вьетнамских отношений[6].

## Награды

### Американские военные награды
| Золотая звезда повторного награждения · Золотая звезда повторного награждения         | Военно-морская медаль «За выдающуюся службу» с двумя золотыми наградными звёздами вместо второй и третьей награды. |
| Золотая звезда повторного награждения                                                 | Орден «Легион Почёта» с одной золотой звездой                                                                      |
|                                                                                       | Бронзовая звезда с боевой литерой V                                                                                |
|                                                                                       | Военно-морская похвальная медаль с боевой литерой «V»                                                              |
|                                                                                       | Благодарность части Военно-морского флота                                                                          |
|                                                                                       | Медаль «За службу в Китае»                                                                                         |
|                                                                                       | Медаль «За защиту Америки» с бронзовой пряжкой «А»                                                                 |
|                                                                                       | Медаль «За Американскую кампанию»                                                                                  |
| Серебряная звезда за службу · Бронзовая звезда за службу · Бронзовая звезда за службу | Медаль «За Азиатско-тихоокеанскую кампанию» с одной серебряной и двумя бронзовыми звёздами за кампанию             |
|                                                                                       | Медаль Победы во Второй мировой войне (США)                                                                        |
|                                                                                       | Медаль «За оккупационную службу» с пряжкой "Азия"                                                                  |
| Бронзовая звезда за службу · Бронзовая звезда за службу                               | Медаль за службу национальной обороне (Медаль службы национальной обороны) с двумя бронзовыми звёздами за службу   |
| Бронзовая звезда за службу · Бронзовая звезда за службу                               | Медаль «За службу в Корее» с двумя бронзовыми служебными звёздами                                                  |
| Серебряная звезда за службу · Бронзовая звезда за службу · Бронзовая звезда за службу | Медаль «За службу во Вьетнаме» с одной серебряной и двумя бронзовыми служебными звёздами                           |
|                                                                                       | Navy Expert Rifle Marksmanship Ribbon                                                                              |

### Американские гражданские награды
|  | Президентская медаль Свободы |

### Иностранные награды
| | Орден Мая, великий магистр (Аргентина)                                                                            |
| | Ордена Леопольда, командор (Бельгия)                                                                              |
| Золотая звезда повторного награждения · Золотая звезда повторного награждения · Золотая звезда повторного награждения | Order of Naval Merit, высокий офицер (Боливия)                                                                    |
| | Орден Морских заслуг, медаль великого офицера (Бразилия)                                                          |
| | Орден Южного Креста, большой крест (Бразилия)                                                                     |
| | Орден Заслуг большой крест (Чили)                                                                                 |
| | Order of Naval Merit Admiral Padilla, большой крест (Колумбия)                                                    |
| | Орден За заслуги Санчеса, Дуарте и Меллы, большой крест с серебряной нагрудной звездой (Доминиканская Республика) |
| | ордена Почётного легиона, командор (Франция)                                                                      |
| | ордена «За заслуги перед ФРГ» большой крест, второй класс (Германия)                                              |
| | Королевский орден Георга I, большой крест (Греция)                                                                |
| | Bintang Jalasena Utama, первый класс (Индонезия)                                                                  |
| | Орден «За заслуги перед Итальянской Республикой», большой крест 6 января 1972 года (Италия)                       |
| | Орден Восходящего солнца, первый класс, большой крест (Япония)                                                    |
| | Орден «За военные заслуги», третий класс (Республика Корея)                                                       |
| | Order of National Security Merit, Tong-Il Medal (Республика Корея)                                                |
| | Орден Оранских-Нассау (с мечами), великий офицер (Нидерланды)                                                     |
| | Орден Святого Олафа, большой крест — (Норвегия)                                                                   |
| | Орден Меча, командор большого креста — (Швеция)                                                                   |
| | Order of Naval Merit, первый класс — (Венесуэла)                                                                  |
| | Национальный орден Вьетнама, третий класс — (Южный Вьетнам)                                                       |
| | Chuong My Medal, 1st Class                                                                                        |
| | Орден «За выдающиеся заслуги», второй класс — (Южный Вьетнам)                                                     |
| | Крест за храбрость с пальмовым листом — (Южный Вьетнам)                                                           |
| Бронзовая звезда за службу · Бронзовая звезда за службу                                                               | Медаль «За освобождение Филиппин» с двумя служебными звёздами- (Филиппины)                                        |
| | Медаль «За службу ООН в Корее»                                                                                    |
| | Медаль вьетнамской кампании со значком «1960 Bar» — (Южный Вьетнам)                                               |
| | Медаль «За службу на Корейской войне» (Южная Корея)                                                               |

### Иностранные награды подразделению
|  | Благодарность президента Филиппин (Филиппины)                 |
|  | Благодарность президента Корейской республики — (Южная Корея) |
|  | Крест за храбрость для подразделения (Южный Вьетнам)          |
|  | Медаль «За гражданские действия» (Южный Вьетнам)              |

### Медаль американских скаутов
|  | Distinguished Eagle Scout Award |